# 环［18］碳
环[18]碳或环十八-1,3,5,7,9,11,13,15,17-九炔是碳的同素異形體之一，化学式为C
18，几乎不溶于水。它是一种环碳和多炔，由十八个碳原子以单叁键交替构成环。环[18]碳是预测能够热力学稳定最小的环[n]碳，理论应变能为72 kcal/mol。

## 历史和制备
早在1991年，便有人对环[18]碳的结构进行预测，并进行过有关计算，但其合成却在2019年才被IBM和牛津大学的联合团队通过环丁酮结构的数个位点进行电化学脱羰基反应制得：
它也可由C18Br6的脱溴反应制得。

## 性质
IBM研究人员发现，环[18]碳的电子结构由交替的单叁键构成，而非累计双键结构，它在理论上是一种半导体。
在该化合物中，C—C键的键长为1.36 Å，C≡C的键长为1.20 Å。

## 拓展阅读
- Sen, Sabyasachi; Seal, Prasenjit; Chakrabarti, Swapan. . Physical Review B. 2006, 73 (24). ISSN 1098-0121. doi:10.1103/PhysRevB.73.245401.
- Feyereisen, Martin; Gutowski, Maciej; Simons, Jack; Almlöf, Jan. . The Journal of Chemical Physics. 1992, 96 (4): 2926–2932. ISSN 0021-9606. doi:10.1063/1.461989.
- Murphy, Veronica L.; Farfan, Camille; Kahr, Bart. . Chirality. 2018, 30 (4): 325–331. ISSN 0899-0042. doi:10.1002/chir.22817.